# Hans Walter
Hans Walter, švicarski veslač, * 9. avgust 1889, † 14. januar 1967.
Walter je za Švico nastopil na Poletnih olimpijskih igrah 1920 v Antwerpnu in 1924 v Parizu. 
Leta 1920 je kot član švicarskega četverca s krmarjem osvojil zlato medaljo, na igrah 1924 pa je veslal tako v četvercu s krmarjem, ki je spet osvojil zlato medaljo, kot tudi v četvercu brez krmarja, ki je osvojil bronasto medaljo. 